# Гетеротрофи

Схема для визначення, чи даний організм є автотрофом, гетеротрофом чи змішаним організмом

Гетеротро́фи (від грец. heterone — «інший» і nutrition — «живлення») — організми, що потребують органічних сполук як джерела вуглецю для росту й розвитку.
Гетеротрофи відомі як консументи або споживачі в харчовому ланцюжку. Гетеротрофи є протилежністю автотрофам, які використовують неорганічні речовини, вуглекислоту або бікарбонат, як єдине джерело вуглецю. Всі тварини — гетеротрофи, також як і гриби та багато бактерій та архей. Деякі паразитичні рослини також є повністю або частково гетеротрофами, тоді як хижі рослини споживають м'ясо для отримання азоту, бувши при тому автрофами.
Гетеротрофи не в змозі синтезувати органічні сполуки на основі вуглецю незалежно, використовуючи неорганічні джерела (наприклад, тварини, на відміну від рослин, не можуть здійснювати фотосинтез), і тому повинні отримувати поживні речовини від автотрофів або інших гетеротрофів. Щоб називатися гетеротрофом, організм повинен отримувати вуглець з органічних сполук. Якщо він отримує азот з органічних сполук, але не вуглець, він вважатиметься автотрофом.
Є два можливі підтипи гетеротрофів:
- Фотогетеротрофи-що отримують енергію від світла;
- Хемогетеротроф-що отримують енергію за рахунок окиснення або відновлення неорганічних